# The Great Sioux Uprising
The Great Sioux Uprising is een Amerikaanse western uit 1953 onder regie van Lloyd Bacon. Destijds werd de film in Nederland uitgebracht onder de titel Het uur der vergelding.

## Verhaal
Joan Britton en Stephen Cook zijn concurrerende paardenhandelaars, die tijdens de Burgeroorlog paarden leveren aan het geconfedereerde leger in Wyoming. Er doen geruchten de ronde dat de indiaanse generaal Stan Watie in de streek is om de strijd tussen de Sioux en het leger aan te wakkeren. Op dat ogenblik steelt Stephen Cook juist paarden van de indianen. De oud-legerarts Jonathan Westgate heeft een oogje op Joan. Om een oorlog met de Sioux te voorkomen zal hij haar helpen met haar strijd tegen de onwettige praktijken van haar concurrent.

## Rolverdeling
| Acteur         | Personage            |
| -------------- | -------------------- |
| Jeff Chandler  | Jonathan Westgate    |
| Faith Domergue | Joan Britton         |
| Lyle Bettger   | Stephen Cook         |
| Peter Whitney  | Ahab Jones           |
| Stacy Harris   | Uriah                |
| Walter Sande   | Joe Baird            |
| Stephen Chase  | Majoor McKay         |
| John War Eagle | Chief Red Cloud      |
| Glenn Strange  | Generaal Stand Watie |
| Charles Arnt   | Gist                 |
| Julia Montoya  | Heyoka               |
| Ray Bennett    | Sergeant Manners     |
| Dewey Drapeau  | Teo-Ka-Ha            |
| Boyd Morgan    | Ray                  |
| Lane Bradford  | Lee                  |